# Puente de Londres
El puente de Londres (London Bridge en inglés) es un puente en Londres (Inglaterra) que cruza el río Támesis, entre la Square Mile y Southwark. Se sitúa entre los puentes de Cannon Street Railway y el Tower Bridge (con el que es comúnmente confundido, aunque son puentes distintos).
En la parte sur del puente se encuentra la Catedral de Southwark y London Bridge Station. En la parte norte se encuentra el Monumento al Gran Incendio de Londres y las estaciones de subterráneo Bank y Monument.
Fue el único puente sobre el Támesis, desde Kingston hasta el puente de Puntney, inaugurado en 1729. El puente actual se abrió el 17 de marzo de 1973 y es el último de una sucesión de puentes construidos en el sitio. Es parte de la carretera A3, que es mantenido por la Autoridad del Gran Londres. El cruce también delimita un área a lo largo de la orilla sur del río Támesis, entre el Puente de Londres y el Puente de la Torre, que ha sido designada como distrito de mejora de negocio.

## Historia

### Ubicación
Los pilares del moderno Puente de Londres descansan varios metros sobre terraplenes naturales de grava, arena y arcilla. Desde finales de la era del Neolítico, el terraplén sur formó una calzada natural sobre el pantano circundante y la ciénaga del estuario del río; el norte ascendió a un terreno más alto en el sitio actual de Cornhill. Entre los terraplenes, el río Támesis podría haber sido cruzado por vado cuando la marea estaba baja, o ferry cuando estaba alta. Ambos terraplenes, particularmente el norte, habrían ofrecido cabezas de playa estables para el tráfico de barcos río arriba y río abajo: el Támesis y su estuario fueron una importante ruta comercial entre el interior y el Continente desde al menos el siglo IX a. C.
Hay evidencia arqueológica de asentamientos dispersos del Neolítico, la Edad del Bronce y la Edad del Hierro cerca, pero hasta que se construyó un puente allí, Londres no existía. Unas pocas millas río arriba, más allá del alcance de la marea superior del río, dos antiguos vados estaban en uso. Aparentemente, estos estaban alineados con el curso de Watling Street, que conducía al corazón de los Catuvellaunos, la tribu más poderosa de Gran Bretaña en el momento de la Invasión de César del 54 a. C.. Algún tiempo antes de la conquista de Claudio del 43 d. C., el poder pasó a los Trinovantes, que controlaban la región al noreste del estuario del Támesis desde una capital en Camulodunum, actualmente Colchester en Essex. Claudio impuso una importante colonia en Camulodunum, y la convirtió en la ciudad capital de la nueva provincia romana de Britannia. El primer Puente de Londres fue construido por los romanos como parte de su programa de construcción de carreteras, para ayudar a consolidar su conquista.

### Imperio Romano en adelante
En el lugar actual lleva existiendo un puente durante cerca de 2000 años. El primer puente sobre el Támesis en la zona de Londres fue construido por los romanos en el lugar actual alrededor del año 46 d. C. y estaba hecho de madera. La localización fue probablemente elegida por ser una zona óptima para construir un puente y a la vez tener aguas profundas con acceso al mar.  El asentamiento y el puente fueron destruidos en una rebelión encabezada por la reina Boudica en el año 60 d. C. Su victoria fue efímera, y poco después los romanos derrotaron a los rebeldes y se dedicaron a la construcción de una nueva ciudad amurallada. Parte de la muralla ha sobrevivido hasta nuestros días. La nueva ciudad y el puente se construyeron alrededor de la posición del puente actual, y le dio acceso a los puertos de la costa sur a través de Stane Street y la calle Watling (A2). Las calzadas romanas que iban y venían de Londres probablemente se construyeron alrededor del año 50 d. C., y el cruce del río posiblemente estaba servido por un puente de madera permanente. En el terreno relativamente alto y seco en el extremo norte del puente, un pequeño y oportunista asentamiento comercial y marítimo echó raíces y creció hasta convertirse en la ciudad de Londinium.
El puente cayó en desuso después de que los romanos se fueran. Como Londinium también fue abandonado, había poca necesidad de un puente en este punto, y en el período sajón el río era la frontera entre los reinos hostiles de Mercia y Wessex. Mucho más tarde, una tradición escandinava afirma que el puente fue derribado por el  príncipe noruego Olaf en 1014, para ayudar al rey anglosajón Etelredo para dividir a las fuerzas invasoras del danés Svein Haraldsson quienes poseían la ciudad amurallada de Londres y Southwark, a ambos lados del río, recuperando así Londres. Se piensa que este episodio ha inspirado la famosa canción de cuna británica "el puente de Londres se está cayendo".
El reconstruido Puente de Londres fue destruido por una tormenta en 1091, y de nuevo (esta vez debido al fuego) en 1136.

### Antiguo Puente de Londres

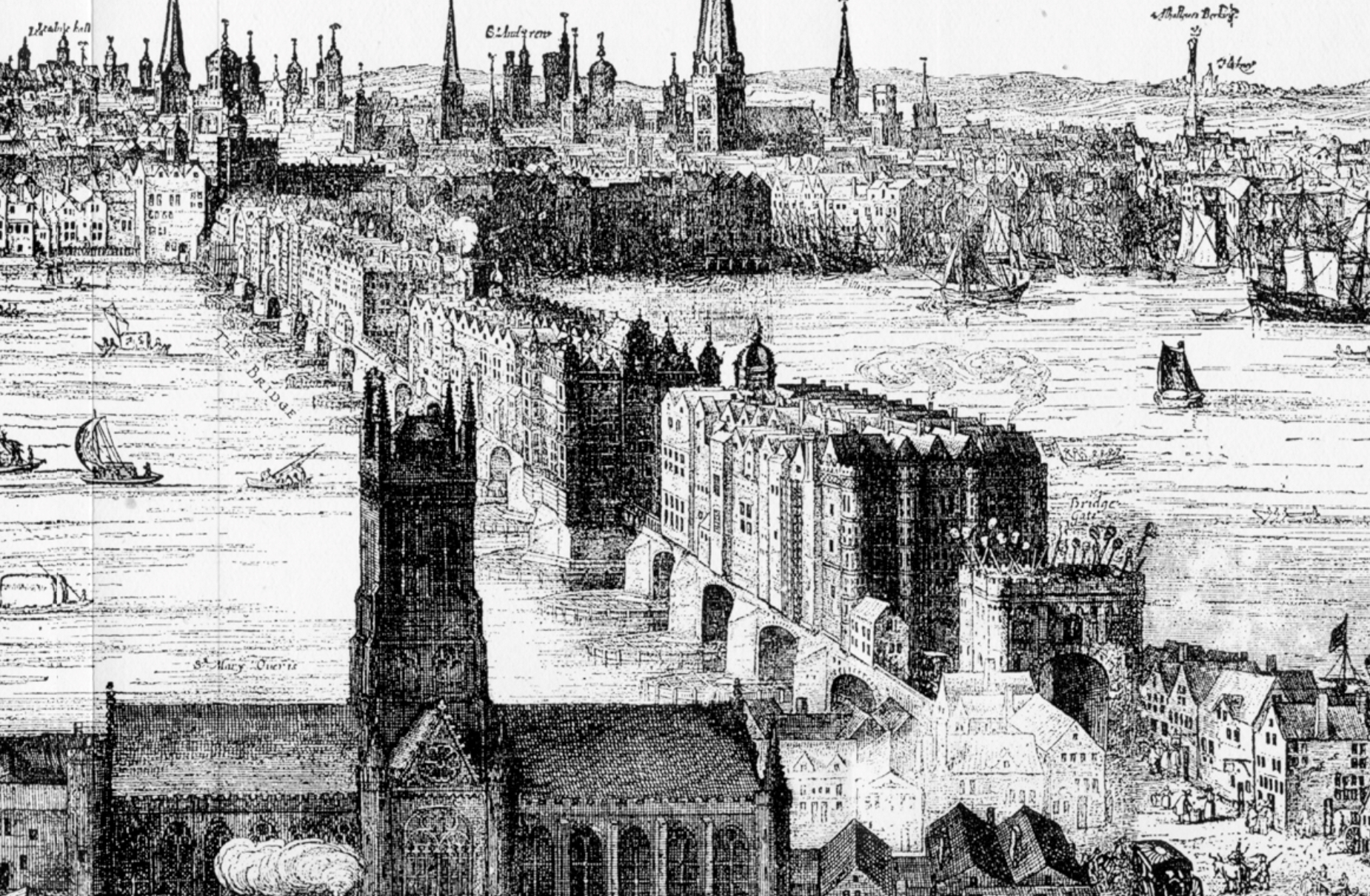
Antiguo Puente de Londres en 1616.

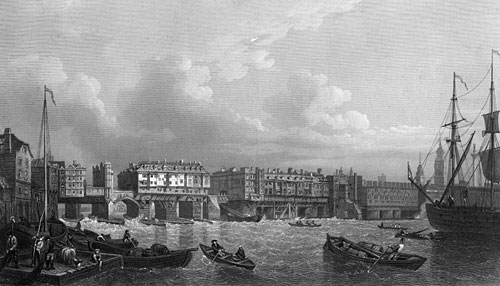
Antiguo Puente de Londres en 1745.

Después de la destrucción del puente en 1136, su mantenedor Peter de Colechurch propuso reemplazar el puente de madera por una construcción permanente de piedra. Se impusieron nuevos impuestos para financiar el puente de piedra, y la construcción del nuevo puente comenzó en el reinado de Enrique II de Inglaterra en 1176. Se tardaron treinta y tres años en completar el puente y no estuvo finalizado hasta 1209, durante el reinado de Juan I de Inglaterra.
Según la costumbre medieval se construyeron casas sobre el puente, el cual pronto estuvo lleno de tiendas, viviendas e incluso una capilla en su parte central. Grabados de la época muestran que se alzaron construcciones de hasta siete pisos.  Cerca de doscientos comercios se alineaban a ambos lados de la estrecha calle; este hecho hizo que el tráfico que cruza el río se frenara. Las casas y las tiendas tomaron el espacio y atraían multitudes, ya que cuando los carros se rompían cruzar el puente podría llevar hasta una hora. Por esta razón, la gente de a pie a menudo optó por utilizar transbordadores para cruzar de una a otra orilla. 
Varios arcos del puente se derrumbaron en ciertas ocasiones, y las casas del puente fueron quemadas durante la revolución de los campesinos de 1381 y la rebelión de Jack Cade en 1450, durante la cual tuvo lugar una batalla sobre el puente.
La parte sur del puente se convirtió en una de las vistas más tristemente conocidas de Londres, ya que allí se exhibían las cabezas de los traidores empaladas y cubiertas de alquitrán para protegerlas de los elementos. La cabeza de William Wallace fue la primera en colocarse, en 1305, comenzando una tradición que se perpetuó durante 355 años. Otras cabezas colocadas en el puente fueron las de Jack Cade en 1450, Tomás Moro en 1535, Juan Fisher en 1535, y Thomas Cromwell en 1540. Un visitante alemán en 1598 relató haber visto más de 30 cabezas sobre el puente. La práctica fue finalmente abolida en 1660 tras la restauración del reinado de Carlos II de Inglaterra.
Las construcciones sobre el puente supusieron un peligro de incendio constante, a la vez que aumentaron la presión sobre sus arcos, por lo que no sorprende que acontecieran numerosos desastres en el mismo. En 1212 o 1213 se inició quizás el mayor de los primeros incendios de Londres, ardiendo a la misma vez los dos extremos del puente atrapando en medio a muchos habitantes y matando alrededor de 3000 personas. Otro gran incendio ocurrió en 1633 dañando una tercera parte del mismo, aunque esto previno que el puente fuera afectado durante el Gran Incendio de Londres en 1666. En 1722 la congestión era tal sobre el puente, que el alcalde decretó que "todos los carruajes y coches de caballos entrando desde fuera en dirección la ciudad han de circular en el lado oeste del puente, y todos los carruajes y coches de caballos saliendo desde la ciudad hacia fuera han de circular en el lado este del puente". Esto posiblemente fue el origen de que en Gran Bretaña se conduzca por la izquierda. Finalmente, en 1758-62 se derribaron todas las casas sobre el puente junto a los dos arcos centrales, lo que mejoró la navegación sobre el río.

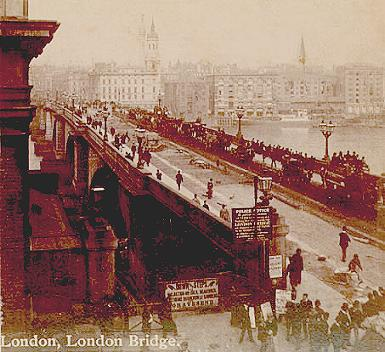
Puente de Londres (1890).

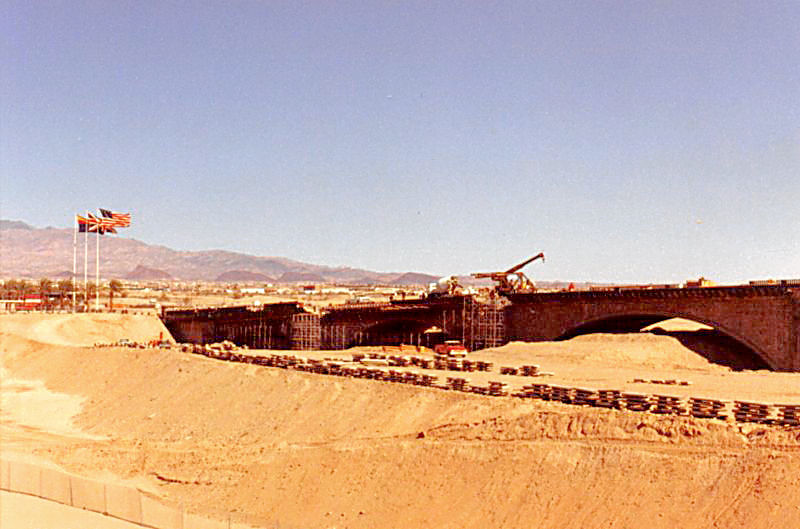
El puente de Rennie siendo reconstruido en Arizona (1971)

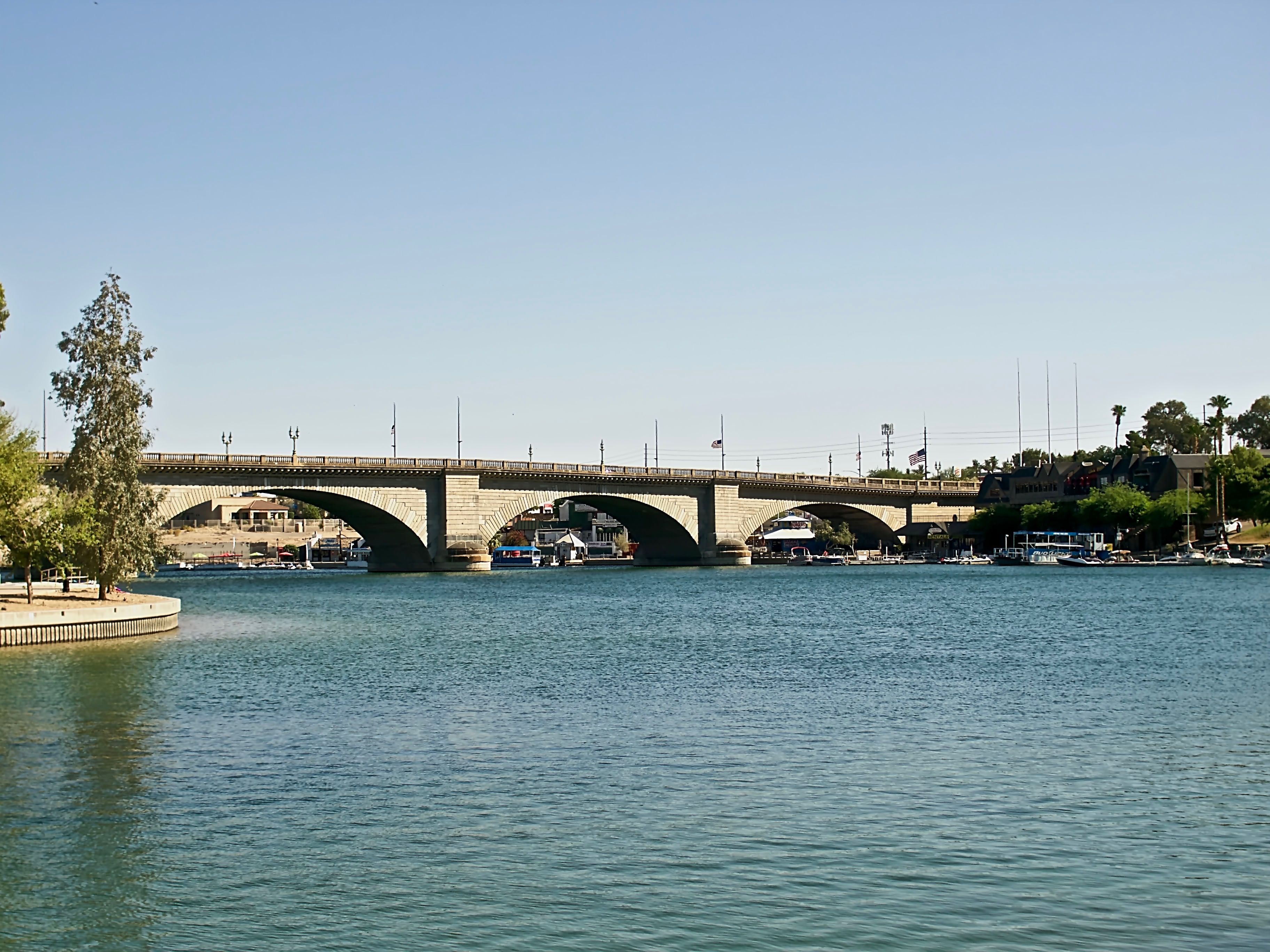
El puente de Rennie reconstruido en Lake Havasu City (2016)

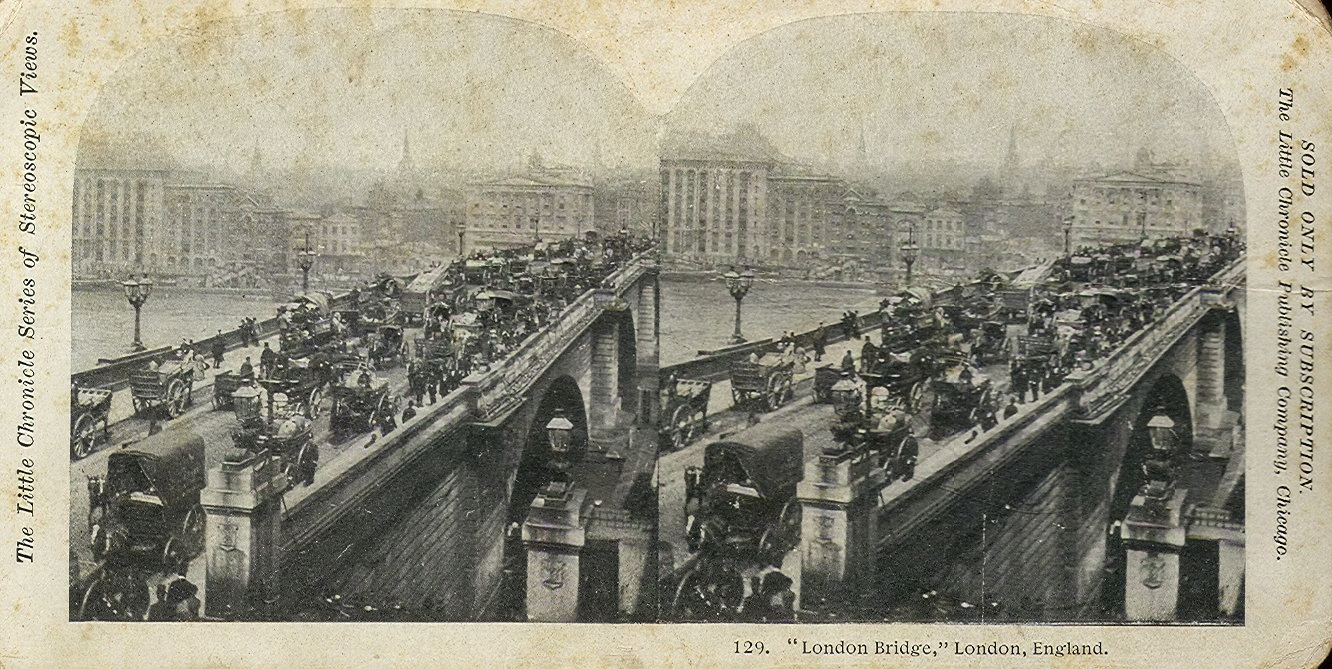
Puente de Londres (1895).

### Nuevo Puente de Londres
Hacia el final del siglo XVIII era obvio que el puente tras 600 años  necesitaba ser reemplazado. Era estrecho, decrépito, y un peligro para el tráfico fluvial. En 1799 se inició una competición sobre diseños para reemplazar el viejo puente, lo que motivó que Thomas Telford propusiera un puente con un único arco de hierro extendiéndose 180 m. La revolucionaria naturaleza del diseño fue elogiada pero nunca se llevó a cabo dada la incertidumbre sobre su viabilidad y sobre la cantidad de terreno necesaria para su construcción.
El viejo puente fue finalmente sustituido por un elegante diseño de cinco arcos de piedra, diseñado por John Rennie. El nuevo puente fue construido 30 m al oeste (río arriba) del sitio original, costó dos millones de libras esterlinas, y fue finalizado por el hijo de Rennie tras siete años de trabajos, desde 1824 hasta 1831. El viejo puente se mantuvo en uso mientras se construía el nuevo, y fue demolido tras la apertura del nuevo en 1831.
El nuevo puente estaba construido con granito, con una longitud de 284 m y una anchura de 15 m. La inauguración oficial tuvo lugar el 1 de agosto de 1831, el rey Guillermo IV y la reina Adelaida asistieron al banquete en un pabellón erigido sobre el puente. El recién construido HMS Beagle fue el primer barco en navegar bajo el puente. Fue ensanchado en 1902-04 de 16 m a 20 m en un intento de combatir la congestión crónica de tráfico de Londres. Desafortunadamente, esto resultó ser demasiado para los pilares del puente, y se descubrió que se estaba hundiendo 1 cm cada tres años. En 1924 la parte Este del puente estaba entre 8 y 10 cm más hundida que la parte Oeste; pronto fue obvio que el puente debería ser reemplazado por uno más moderno.
El 18 de abril de 1968 el puente de Rennie fue vendido al empresario americano Robert P. McCulloch por $460.000. El puente fue reconstruido en Lake Havasu City, Arizona e inaugurado el 10 de octubre de 1971. No todo el puente fue transportado a América, debido a los altos aranceles de exportación

### El Puente de Londres moderno
El Puente de Londres actual fue construido por John Mowlem de 1967 a 1972 e inaugurado por la reina Isabel II el 17 de marzo de 1973. Tiene 283 m de largo. El coste de 4 millones de libras esterlinas fue asumido en su totalidad por Bride House Estates. El puente actual está construido sobre el mismo lugar que el puente de Rennie, el cual fue demolido cuidadosamente pieza por pieza mientras el nuevo puente era construido, de esta forma se mantuvo en uso durante este proceso.
En 1984 la fragata de clase Leander HMS Jupiter colisionó con el Puente de Londres provocando un daño significativo tanto al barco como al puente.
En el Día del Recuerdo de 2004, varios puentes londinenses fueron decorados con iluminación roja para formar parte de un espectáculo en el que unos aviones sobrevolaban el recorrido del Támesis. La iluminación mejoró considerablemente la apariencia del Puente de Londres, por lo que se decidió mantenerla hasta la actualidad.

#### Ataques terroristas
El 3 de junio de 2017, un grupo de terroristas provocaron un atentado al atropellar a varios viandantes en el puente. Ocho personas fallecieron y 48 resultaron heridas. El ataque fue más tarde reivindicado por el Estado Islámico de Irak y el Levante.
El 29 de noviembre de 2019, un joven británico de origen paquistaní apuñaló a cinco personas que se encontraban en ese momento en el puente, hiriendo a tres y matando a dos. El atentado fue igualmente reivindicado por el Estado Islámico.